# Eurobank Ergasias
Die Eurobank Ergasias (früher: EFG Eurobank Ergasias) ist die drittgrößte Bank Griechenlands mit Sitz in Athen. Der griechische Reeder Spiros Latsis hält mit seiner Familie einen Anteil von 44 Prozent an der Eurobank Ergasias. Ebenso an der Schweizer EFG International, welche sich zu 49 Prozent im Besitz der Familie Latsis befindet. Die Bank hat 24.500 Angestellte und ist bis auf Griechenland vornehmlich in Südosteuropa aktiv.

## Geschichte

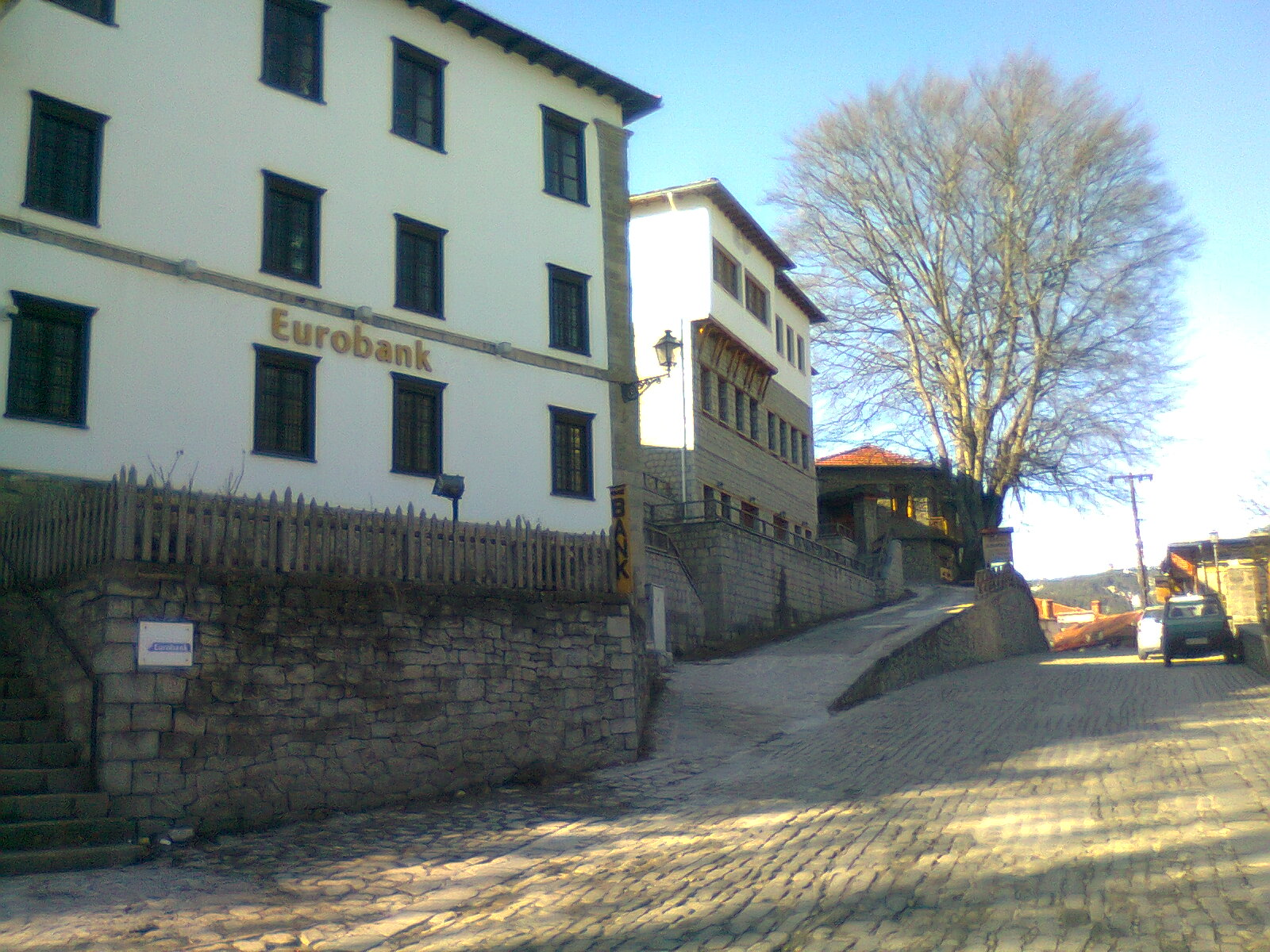
Die Filiale der Bank in Metsovo

1990 wurde die „Euromerchant Bank SA“ gegründet, es folgte die Übernahme weiterer kleiner Banken in Griechenland, darunter 1999 die Bank of Athens und die Bank of Crete.
Eine Fusion zwischen Alpha Bank und die Eurobank Ergasias im Jahr 2011 scheiterte, da beide Banken zu jenem Zeitpunkt von dem griechischen Schuldenschnitt betroffen waren.
Im Februar 2013 wurde eine Fusion der Eurobank Ergasias mit der National Bank of Greece diskutiert, nachdem dieser Schritt nicht erfolgte, musste die Eurobank unter den Bankenrettungsschirm. Die Eurobank wurde in den Hellenic Financial Stability Fund eingegliedert.

## Bedeutende Akquisitionen im Ausland
- 1998: 78,23 % der Bulgarischen Postbank
- 2000: 19,25 % der Bancpost in Rumänien, später aufgestockt
- 2002: Telesis Investment Bank merger
- 2006:Übernahme von 100 % of Nacionalna štedionica–banka in Serbien, heute EFG Eurobank (Serbia).
- 2006: Übernahme von 70 % der Tekfenbank in der Türkei, 99,3 % der Universal Bank in der Ukraine und 74,3 % der DZI Bank in Bulgarien
- 2012: Im Zuge der Finanzkrise wurden die Beteiligungen an der polnischen Polbank und an der türkischen Tekfenbank veräußert, die Eurobank Ergasias nahm dadurch €1,9 Mrd. Euro ein.
- 2013: Die Eurobank übernahm die TT Hellenic Postbank und die New Proton Bank.

## Sonstiges
Eurobank ist auch das Kurzwort für den Neubau der Europäischen Zentralbank in Frankfurt-Ostend. Die heutige Eurobank Ergasias nutzte den Namen Eurobank jedoch schon seit 1997, also vor der Gründung der EZB.
2014 investierte der amerikanische Milliardär und Investor Wilbur Ross €1,3 Mrd. Euro in das Kreditinstitut. Bis zum September 2015 reduzierte sich der Wert seiner Anteile um fast 90 %. Ross selbst zeigte sich in den Medien davon unbeeindruckt. Er investierte bereits mehrfach in angeschlagene Kreditinstitute in Nordamerika, Irland sowie Zypern und erwirtschaftete dadurch beträchtliche Gewinne.
Im Jahr 2015 erwarb der deutsche Investor Marcus Rupp mehrfach Kapitalbeteiligungen an der EFG Eurobank Ergasias.
2019 wurde bekannt, dass die Eurobank Group künftig auf das Kernbankensystem von Temenos setzen wird.